# Lysiosquilloides mapia
Lysiosquilloides mapia is een bidsprinkhaankreeftensoort uit de familie van de Lysiosquillidae. De wetenschappelijke naam van de soort is voor het eerst geldig gepubliceerd in 2003 door Erdmann & Boyer.